# Benjamin Alire Sáenz
Benjamín Alire Sáenz (Old Picacho, Doña Ana, Nuevo México; 16 de agosto de 1954) es un escritor, pintor, activista y académico estadounidense. Es conocido principalmente por su obra Aristóteles y Dante descubren los secretos del universo, entre otras. 

## Biografía
Nacido en Old Picacho, condado de Doña Ana, Nuevo México, es el cuarto de siete hijos, y se crio en una pequeña granja cerca de Mesilla, Nuevo México. Se graduó de secundaria en Las Cruces High School en 1972. En el otoño de ese mismo año entró en el Seminario St. Thomas en Denver, Colorado, donde se licenció en Filosofía y Letras en 1977. Estudió Teología en la Universidad de Lovaina en Bélgica de 1977 a 1981. Ejerció como sacerdote durante unos años en El Paso, Texas antes de colgar la sotana.
En 1985, regresó a estudiar creación literaria en Inglés en la Universidad de Texas en El Paso, donde obtuvo una maestría. Luego pasó unos años en la Universidad de Iowa como estudiante de doctorado en Literatura Americana. Un año más tarde, se le concedió la beca Wallace E. Stegner. Mientras estudió en la Universidad de Stanford tuvo la dirección de Denise Levertov y fue allí donde completó su primer libro de poemas, Calendar of Dust, con el que ganó el American Book Award en 1992. Entró en el programa de doctorado de Stanford y continuó sus estudios durante dos años más. Antes de terminar su doctorado, se trasladó de nuevo a la frontera y comenzó a enseñar en la Universidad de Texas en El Paso en el programa de Creación Literaria MFA bilingüe.
Su primera novela, Carry me like water es una saga narrativa victoriana mezclada con la tradición latinoamericana del realismo mágico y recibió mucha atención de la crítica. En The book of what remains, su quinto libro de poemas, trata sobre las siempre cambiante memorias de la vida. Es un poemario situado a lo largo de la frontera mexicano-estadounidense, que muestra el contraste entre la belleza austera del desierto y su fiereza mientras refleja la disposición humana para la generosidad y la crueldad.
Otros de sus libros son: Calendar of Dust, Aristotle and Dante Discover the Secrets of the Universe y Everything Begins and Ends at the Kentucky Club.[cita requerida]
Continúa enseñando en el Departamento de Escritura Creativa en la Universidad de Texas en El Paso.
Es el coanfitrión, con Daniel Chacón, del programa de radio Words on a Wire.
Recientemente obtuvo el premio Book Award Mike Morgan & Larry Romans Children’s por su libro Aristotle and Dante discover the secrets of the universe, además de los galardones Stonewall and Young Adult Literature Award, Honor Book, Premio Michael L. Printz y Premio Pura Belpré en 2013.
Es el autor de Un regalo de Papá Diego, libro infantil que cuenta con versión en inglés y en castellano.

## Premios
- Wallace E. Stegner Fellowship, Beca de Poesía.
- 1992 American Book Award, por Calendar of Dust. Premio Nacional de Libro Estados Unidos de 2012
- Lannan Poetry Fellowship 1993. Beca de Poesía.
- Carry Me Like Water, Southwest Book Award 1996 (Border Regional Library Association)
- Dark and Perfect Angels, Southwest Book Award 1996 (Asociación de Bibliotecas Fronterizas)
- Grandma Fina and Her Wonderful Umbrellas, Best Children's Book 2000, Texas Institute of Letters
- Sammy and Juliana in Hollywood, Americas Book Award, the Paterson Book Prize, the J Hunt Award, Finalist Los Angeles Book Prize, BBYA Top Ten Books for Young Adults
- He Forgot to Say Goodbye. Simon and Schuster. 2008. ISBN 978-1-4169-4963-3. Tomás Rivera Mexican American Children's Book Award, Southwest Book Award (Border Regional Library Association), Chicago Public Library, Best of the Best Books for Teens, New York Public Library Stuff for the Teen 2009, Commended Title, Americas Book Award 2009
- A Perfect Season for Dreaming, Mejor libro infantil. Amigos de la Biblioteca Pública de Austin 2008 (Texas Institute of Letters[8]
- Aristotle and Dante discover the secrets of the universe, Stonewall Book Award Mike Morgan & Larry Romans Children’s and Young Adult Literature Award, 2013; Honor Book, Michael L. Printz Award, 2013; Premio Pura Belpré, 2013.

## Obras
Nota: los datos son de la edición en español y su título original está encerrado entre paréntesis; en el caso de que la obra no se haya traducido, los datos serán de la publicación original y su nombre en español, producto de una traducción aproximada, está encerrado entre corchetes.

### Poesía
- Calender of Dust. Broken Moon Press. 1991. ISBN 978-0-913089-16-3.
- Dark and Perfect Angels. Cinco Puntos Press. 1995. ISBN 978-0-938317-23-4.
- Elegies in Blue. Cinco Puntos Press. 2002. ISBN 978-0-938317-64-7.
- Dreaming in the End of the War. Cooper Caynon Press. 2006. ISBN 978-155659-239-3.
- The Book of What Remains. Copper Canyon Press. 2010. ISBN 978-1-55659-297-3..

### Antologías de historias cortas
- Flowers for the Broken. Broken Moon Press. 1992. ISBN 978-0-913089-28-6.[9]
- Everything Begins and Ends at the Kentucky Club. Cinco Puntos Press. 2012. ISBN 9781935955320. (Primera edición en español: Kentucky Club (Juan Elías Tovar Cross, trad.). Penguin Random House. 2014. ISBN 978-607-312-580-2.

### Novelas para adultos
- Carry me like Water. Hyperion. 1995.
- The House of Forgetting. Harper Collins. 1997. ISBN 978-0-06-018738-5.
- En el tiempo de la Luz. Rayo/HarperCollins. 2006. (Primera edición en inglés: In Perfect Light. Harper Collins. 2008. ISBN 978-0-06-077921-4.)
- Names on a Map. Harper Perennial. 2008. ISBN 978-0-06-128569-1.

### Novelas para jóvenes
- Sammy y Juliana en Hollywood. Planeta. 2006. ISBN 978-607-07-4648-2.
- He Forgot to Say Goodbaye [Él olvidó decir adiós] (en inglés). Simon & Schuster Children's Publishing. 2008. ISBN 978-1-4169-4963-3.
- Canción Nocturna. 978-607-07-3825-8. 2017.
- Aristóteles y Dante descubren los secretos del universo. Aristóteles y Dante 1. Planeta. 2015. ISBN 978-607-07-2630-9.
- La Inexplicable Lógica de mi Vida (The Inexplicable Logic of My Life). Editorial: VRYA (Sello de V&R Editoras). Año: 2017. ISBN 978-987-747-291-2.
- Aristóteles y dante se sumergen en las aguas del mundo. Aristóteles y Dante 2. Planeta. 2020

### Libros para niños
- A Gift from Papa Diego [Un regalo de papá Diego]. Editorial: Bt Bound. Año: 1999. ISBN 978-0-613-06587-0.
- Grandma Fina and Her Wonderful Umbrellas [La abuela Fina y sus maravillosas sombrillas]. Editorial: Cinco Puntos Press. Ilustrador: Gerónimo García. Año: 2001. ISBN 978-0-938317-61-6.
- A Perfect Season for Dreaming/Un tiempo perfceto para soñar: libro bilingüe. Editorial: Cinco Puntos Press. Ilustradora: Esau Andrade Valencia. Año: 2008.
- The Dog Who Loved Tortillas/La perrita que le encantaban las tortillas: libro bilingüe. Editorial: Cinco Puntos Press. Ilustrador: Gerónimo García. Año: 2009.

### Obras coescritas con otros autores
Nota: Los datos son de su publicación original pues no han sido traducidas. El nombre de las obras como el de sus participaciones están en encerradas entre corchetes en español, producto de una traducción aproximada.
- X. J. Kennedy. Editorial: Pearson Longman. Editada por: Dana Gioia. Año: 2005. ISBN 978-0-321-20939-9. Capitulo que escribió: An introduction to poetry [Una introducción a la poesía].
- Hechos en Tejas: an antology of texas mexican literature [Hechos en Tejas: una antología de literatura texana-mexicana]. Editorial: Dagoberto Gilb. Año: 2006. ISBN 978-0-8263-4126-6. Sección que escribió: The Unchronicled Death of Your Holy Father; Fences [La inconclusa muerte de tu santo padre].[10]
- Twentieth Century American Poetry [Poesía estadounidense del siglo XX]. Editorial: McGraw-Hill. Editada por: Dana Gioia. Año: 2004. ISBN 0-07-240019-6. Poemas que escribió: To the Desert [Hacia el desierto] y Resurrections [Resurrecciones].